# Râul Răzoare
Râul Răzoare este un curs de apă, afluent al Pârâului de Câmpie din județul Mureș

## Hărți
- Harta județului Mureș